# 魯埃塞瓦塞
魯埃塞瓦塞（法語：Rouessé-Vassé，法語發音：[ʁwɛse vase]）是法国萨尔特省的一个市镇，属于马梅尔斯区。

## 地理
魯埃塞瓦塞（48°9'33"N, 0°11'55"W）面积31.49 平方千米，位于法国卢瓦尔河地区大区萨尔特省，该省份为法国西北部内陆省份，北起顺时针与奥恩省、厄尔-卢瓦省、卢瓦-谢尔省、安德尔-卢瓦尔省、曼恩-卢瓦尔省和马耶讷省接壤，是法国大西部的入口，连接卢瓦尔河谷、布列塔尼和巴黎盆地。
与魯埃塞瓦塞接壤的市镇（或旧市镇、城区）包括：锡耶勒纪尧姆、托尔塞维维耶-昂沙尔尼、武特雷、勒格雷、帕雷讷、鲁埃、奥尔特河畔维马丹。

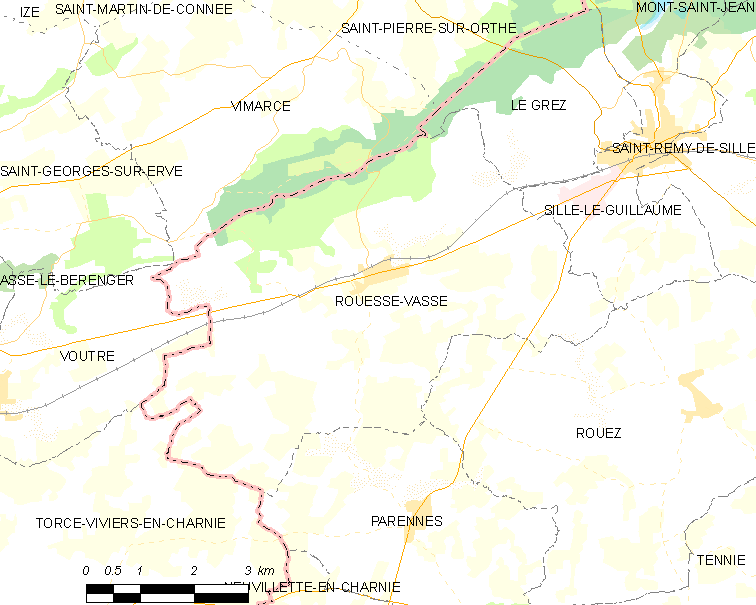
魯埃塞瓦塞的OSM定位图

魯埃塞瓦塞的时区为UTC+01:00、UTC+02:00（夏令时）。

## 行政
魯埃塞瓦塞的邮政编码为72140，INSEE市镇编码为72255。

## 政治
魯埃塞瓦塞所属的省级选区为锡耶勒纪尧姆县。

## 人口

1962-2008年间魯埃塞瓦塞人口变化图示

魯埃塞瓦塞于2022年1月1日时的人口数量为791人。